# Rudolf von Laun
Rudolf von Laun (ur. 1882, zm. 1975) – niemiecki prawnik, profesor prawa państwowego i międzynarodowego na Uniwersytecie w Hamburgu, rektor tegoż uniwersytetu po II wojnie światowej.
Karierę rozpoczął jako doradca rządu austriackiego podczas rokowań pokojowych w Saint Germain. Wówczas to skoncentrował swoje wysiłki badawcze wokół problematyki relacji między metafizyką a prawem. Analizował stosunki pomiędzy władzą (przemocą) a systemem prawnym. Zajmował się filozofią prawa krytycznie zapatrując się na koncepcję pozytywizmu prawniczego.
W Holandii, w Deventer założono Instytut im. Rudolfa von Launa. Wydawano cyklicznie serię naukową Acta Launiana.